# Sielsowiet Wielkoryta
Sielsowiet Wielkoryta (biał. Велікарыцкі сельсавет, ros. Великоритский сельсовет) – sielsowiet na Białorusi, w obwodzie brzeskim, w rejonie małoryckim, z siedzibą w Wielkorycie.

## Demografia
Według spisu z 2009 sielsowiet Wielkoryta zamieszkiwało 1813 osób, w tym 1568 Białorusinów (86,49%), 148 Ukraińców (8,16%), 71 Rosjan (3,92%), 11 Polaków (0,61%), 4 Niemców (0,22%), 3 Tadżyków (0,17%), 3 osoby innych narodowości i 5 osób, które nie podały żadnej narodowości.

## Geografia i transport
Sielsowiet położony jest na Polesiu Brzeskim, w północnej części rejonu małoryckiego. Przebiegają przez niego linia kolejowa Chocisław – Brześć oraz droga republikańska R17.

## Miejscowości
- agromiasteczko:
  - Wielkoryta
- wsie:
  - Antonowo
  - Dubeczno
  - Husak
  - Lesznica
  - Masiewicze
  - Pieczki
  - Pożeżyn
  - Romatowo Nowe
  - Romatowo Stare
  - Stancyja Zakrucіn
  - Struga